# Legge 627
Legge 627 (L.627) è un film del 1992 diretto da Bertrand Tavernier.
Scritto dal regista insieme all'ex agente di polizia Michel Alexandre, il film descrive la vita quotidiana della squadra antidroga di Parigi. Il titolo richiama l'articolo del Code de la Santè publique francese relativo agli stupefacenti.